# Apostoliska trosbekännelsen

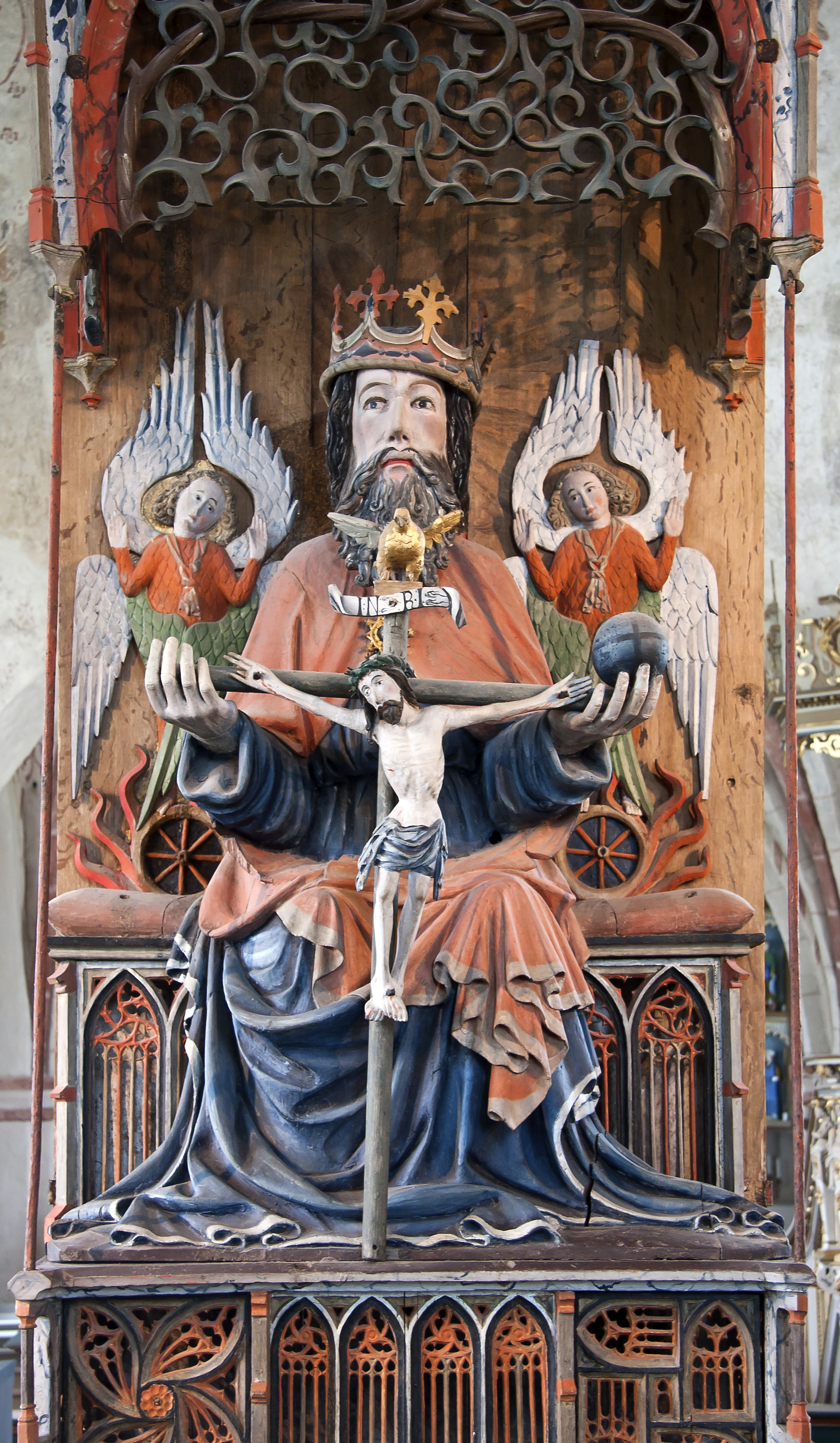
Trosbekännelsens tre artiklar beskriver de tre personerna i den kristna gudomen, här avbildade i Sankt Olofs kyrka utanför Simrishamn.

Den apostoliska trosbekännelsen (latin: symbolum Apostolicum eller enbart Apostolicum) är den äldsta av de tre ekumeniska trosbekännelserna. Den läses gemensamt av deltagarna i den svenska högmässan. Den har sitt ursprung i den fornkristna församlingen i Rom, 200-talets början, och dess namn är tidigast dokumenterat i ett brev från Ambrosius cirka 390. Det är en längre version av den gammalromerska trosbekännelsen.
Den kallas apostolisk, eftersom den anses vara en pålitlig sammanfattning av apostlarnas tro så som den uttrycks i Nya Testamentet. Texten bygger delvis på aposteln Paulus definition av kristen tro i Romarbrevets tionde kapitel, vers 9 från 60-talet: ”Ty om du med din mun bekänner att Jesus är herre, och i ditt hjärta tror att Gud har uppväckt honom från de döda, skall du bli räddad.” Klyftan mellan judendomen och den växande kristna rörelsen blev under 100-talet allt tydligare samtidigt som behovet av en kort sammanfattning av den kristna tron blev allt större bland annat för att tydliggöra avgränsningen mot andra religiösa rörelser som till exempel gnosticismen. Den apostoliska trosbekännelsen behöver inte, till skillnad från Paulus definition i Romarbrevet, den judiska religionens kontext för att vara begriplig för icke-judar.
Texten är belagd i ett par varianter, både på latin och koinégrekiska, före år 341 och fick sin slutgiltiga språkliga form under 700-talet. Den är okänd inom östkyrkan, där man enbart använder den Nicaenska trosbekännelsen. I Sverige förekommer två översättningar, en äldre och en nyare. Den nyare används dock inte av alla kyrkosamfund.

## Moderna svenska översättningar

### Romersk-katolska kyrkan
Den svenska översättningen återfinns bland annat i Cecilia (Katolsk gudstjänstbok) 2013
Jag tror på Gud, den allsmäktige Fadern, 
himlens och jordens skapare.
Och på Jesus Kristus, hans ende Son, vår Herre, som blev avlad genom den helige Ande, föddes av jungfru Maria, led under Pontius Pilatus, korsfästes, dog och begravdes, steg ner till dödsriket, uppstod på tredje dagen från de döda, steg upp till himlen, sitter på Guds, den allsmäktige Faderns, högra sida och skall komma därifrån för att döma levande och döda.
Jag tror på den helige Ande, den heliga, katolska kyrkan, de heligas gemenskap, syndernas förlåtelse, köttets uppståndelse och det eviga livet. Amen.

### Äldre översättning
Återfinns bland annat i Katolska kyrkans katekes.  
Jag tror på Gud Fader allsmäktig, 
himmelens och jordens skapare.
Jag tror ock på Jesus Kristus,
hans enfödde Son, vår Herre, 
vilken är avlad av den Helige Ande, 
född av jungfrun Maria, 
pinad under Pontius Pilatus, 
korsfäst, död och begraven, 
nedstigen till dödsriket, 
på tredje dagen uppstånden igen ifrån de döda, 
uppstigen till himmelen, 
sittande på allsmäktig Gud Faders högra sida, 
därifrån igenkommande till att döma 
levande och döda.
Jag tror ock på den helige Ande, 
den heliga, katolska kyrkan, 
de heligas samfund, syndernas förlåtelse, 
köttets uppståndelse och ett evigt liv.

#### Svenska kyrkan
I Den svenska kyrkohandboken (Svenska kyrkans ritualhandbok) från 1986 återfinns den äldre översättningen, med ordet "katolsk" utbytt mot "allmännelig". Texten är också återgiven i första person plural ("Vi tror på...")
Vi tror på Gud Fader allsmäktig, himmelens och jordens skapare.

Vi tror ock på Jesus Kristus,
hans enfödde Son, vår Herre,
vilken är avlad av den Helige Ande,
född av jungfrun Maria,
pinad under Pontius Pilatus,
korsfäst, död och begraven,
nederstigen till dödsriket,
på tredje dagen uppstånden igen ifrån de döda,
uppstigen till himmelen,
sittande på allsmäktig Gud Faders högra sida,
därifrån igenkommande till att döma
levande och döda.

Vi tror ock på den helige Ande,
en helig, allmännelig kyrka,
de heligas samfund, syndernas förlåtelse,
de dödas uppståndelse och ett evigt liv.

### Nyare översättning
En nyare översättning med modernt språkbruk återfinns bland annat i Svenska Missionskyrkans kyrkohandbok från 2003.

### Översättningen använd av svenskspråkiga församlingar i Finland
Inom Finlands evangelisk-lutherska kyrka är följande version den officiella på svenska:
Jag tror på Gud Fadern, den allsmäktige, 
himmelens och jordens skapare
och på Jesus Kristus, 
Guds ende son, vår Herre, 
som blev avlad av den heliga Anden, 
föddes av jungfru Maria, 
led under Pontius Pilatus, 
korsfästes, dog och begravdes, 
steg ner till dödsriket, 
uppstod på tredje dagen från de döda, 
steg upp till himlarna, 
sitter på Guds, den allsmäktige Faderns högra sida, 
och skall komma därifrån för att döma levande och döda
och på den heliga Anden, 
en helig, allmännelig kyrka, 
de heligas gemenskap, 
syndernas förlåtelse, 
kroppens uppståndelse 
och det eviga livet. 

Vid läsande av trosbekännelsen inom Danska folkkyrkan låter man den föregås av en avsägelse av djävulen som på danska lyder: Vi forsager Djævelen og alle hans gerninger og alt hans væsen.